# Formel 1-VM 2012
Formel 1-VM 2012 var den 63:e säsongen av FIA:s världsmästerskap för formelbilar, FIA Formula One World Championship. Säsongen inleddes med Australiens Grand Prix den 18 mars och avslutades med Brasiliens Grand Prix den 25 november.

## Nyheter

### Banor
- USA:s Grand Prix kom tillbaka efter fyra års uppehåll och kördes på den nybyggda banan Circuit of the Americas i Austin, Texas. Racet riskerades dock att ställas in då staten Texas inte ville betala 25 miljoner dollar till Bernie Ecclestone innan årsskiftet. Under en period hotade Ecclestone att stryka loppet, för att ersättas med Turkiets Grand Prix istället.[1]
- I den preliminära kalendern fanns 21 tävlingar med, men FIA-presidenten Jean Todt sade att bara tjugo race skulle finnas med i den slutgiltiga.[2] Den 1 september 2011 bekräftades det att Turkiets Grand Prix skulle försvinna, efter att ha funnits på tävlingskalendern sedan säsongen 2005.[3]

### Däckleverantör
- Samtliga skall köra på Pirelli, precis som under 2011.[4]

Pirelli har offentliggjort däckmarkeringarna för 2012, som ansågs vara för otydliga under framför allt början av säsongen 2011. Texten har blivit lite större, och regndäcken är markerade med "Cinturato", istället för P Zero, som det står på torrdäcken.

#### Däckfärger
| Torrdäck       | Torrdäck | Torrdäck   | Torrdäck    | Regndäck          | Regndäck |
| -------------- | -------- | ---------- | ----------- | ----------------- | -------- |
|                |          |            |             |                   |          |
| Super soft Röd | Soft Gul | Medium Vit | Hard Silver | Intermediate Grön | Wet Blå  |

### Regeländringar
- Alla bilar måste genomgå samtliga kraschtester för att få delta i försäsongstesterna.[6]
- Samtliga varvade bilar måste få passera Safety Car under Safety Car-situationer, för att kunna ta tillbaka det varv de förlorat och placera sig längst bak i kön, innan Safety Car går in i depån igen. Detta för att inga långsammare bilar ska blandas med de snabbare förarna och hindra dessa vid omstart.[6]
- De bilar som står i depån vid rödflagg, kommer att få återta de positioner de hade innan rödflaggen kom ut.[6]
- Förarna får inte längre gena på sina invarv eller rekognoseringsvarv för att spara tid och bränsle.[6]
- Om en förare lämnar den optimala racinglinjen för att försvara en position, får denne inte återta den på samma raksträcka.[6]
- Ett tredagarstest kommer genomföras under pågående säsong.[6]
- Samtliga däck som en förare blir tilldelad inför en tävlingshelg får användas under den första fria träningen. Tidigare var det bara tillåtet att använda tre set då.[6]

## Grand Prix-kalender
| Datum        | Grand Prix                 | Bana                                 | Pole Position    | Snabbaste varv     | Segrare - förare | Segrare - konstruktör | Rapport |
| ------------ | -------------------------- | ------------------------------------ | ---------------- | ------------------ | ---------------- | --------------------- | ------- |
| 18 mars      | Australiens Grand Prix     | Albert Park Circuit                  | Lewis Hamilton   | Jenson Button      | Jenson Button    | McLaren-Mercedes      | ■       |
| 25 mars      | Malaysias Grand Prix       | Sepang International Circuit         | Lewis Hamilton   | Kimi Räikkönen     | Fernando Alonso  | Ferrari               | ■       |
| 15 april     | Kinas Grand Prix           | Shanghai International Circuit       | Nico Rosberg     | Kamui Kobayashi    | Nico Rosberg     | Mercedes              | ■       |
| 22 april     | Bahrains Grand Prix        | Bahrain International Circuit        | Sebastian Vettel | Sebastian Vettel   | Sebastian Vettel | Red Bull-Renault      | ■       |
| 13 maj       | Spaniens Grand Prix        | Circuit de Catalunya                 | Pastor Maldonado | Romain Grosjean    | Pastor Maldonado | Williams-Renault      | ■       |
| 27 maj       | Monacos Grand Prix         | Circuit de Monaco                    | Mark Webber      | Sergio Pérez       | Mark Webber      | Red Bull-Renault      | ■       |
| 10 juni      | Kanadas Grand Prix         | Circuit Gilles Villeneuve            | Sebastian Vettel | Sebastian Vettel   | Lewis Hamilton   | McLaren-Mercedes      | ■       |
| 24 juni      | Europas Grand Prix         | Valencia Street Circuit              | Sebastian Vettel | Nico Rosberg       | Fernando Alonso  | Ferrari               | ■       |
| 8 juli       | Storbritanniens Grand Prix | Silverstone Circuit                  | Fernando Alonso  | Kimi Räikkönen     | Mark Webber      | Red Bull-Renault      | ■       |
| 22 juli      | Tysklands Grand Prix       | Hockenheimring                       | Fernando Alonso  | Michael Schumacher | Fernando Alonso  | Ferrari               | ■       |
| 29 juli      | Ungerns Grand Prix         | Hungaroring                          | Lewis Hamilton   | Sebastian Vettel   | Lewis Hamilton   | McLaren-Mercedes      | ■       |
| 2 september  | Belgiens Grand Prix        | Circuit de Spa-Francorchamps         | Jenson Button    | Bruno Senna        | Jenson Button    | McLaren-Mercedes      | ■       |
| 9 september  | Italiens Grand Prix        | Autodromo Nazionale Monza            | Lewis Hamilton   | Nico Rosberg       | Lewis Hamilton   | McLaren-Mercedes      | ■       |
| 23 september | Singapores Grand Prix      | Marina Bay Street Circuit (Nattlopp) | Lewis Hamilton   | Nico Hülkenberg    | Sebastian Vettel | Red Bull-Renault      | ■       |
| 7 oktober    | Japans Grand Prix          | Suzuka Circuit                       | Sebastian Vettel | Sebastian Vettel   | Sebastian Vettel | Red Bull-Renault      | ■       |
| 14 oktober   | Koreas Grand Prix          | Korean International Circuit         | Mark Webber      | Mark Webber        | Sebastian Vettel | Red Bull-Renault      | ■       |
| 28 oktober   | Indiens Grand Prix         | Buddh International Circuit          | Sebastian Vettel | Jenson Button      | Sebastian Vettel | Red Bull-Renault      | ■       |
| 4 november   | Abu Dhabis Grand Prix      | Yas Marina Circuit                   | Lewis Hamilton   | Sebastian Vettel   | Kimi Räikkönen   | Lotus-Renault         | ■       |
| 18 november  | USA:s Grand Prix           | Circuit of the Americas              | Sebastian Vettel | Sebastian Vettel   | Lewis Hamilton   | McLaren-Mercedes      | ■       |
| 25 november  | Brasiliens Grand Prix      | Autodromo José Carlos Pace           | Lewis Hamilton   | Lewis Hamilton     | Jenson Button    | McLaren-Mercedes      | ■       |

## Stall och förare
| Stall                        | Konstruktör          | Chassi | Motor             | Nr | Förare             | Race         | Test-/reservförare                                                     |
| ---------------------------- | -------------------- | ------ | ----------------- | -- | ------------------ | ------------ | ---------------------------------------------------------------------- |
| Red Bull Racing              | Red Bull-Renault     | RB8    | Renault RS27-2012 | 1  | Sebastian Vettel   | 1 →          | Sébastien Buemi David Coulthard                                        |
| Red Bull Racing              | Red Bull-Renault     | RB8    | Renault RS27-2012 | 2  | Mark Webber        | 1 →          | Sébastien Buemi David Coulthard                                        |
| Vodafone McLaren Mercedes    | McLaren-Mercedes     | MP4-27 | Mercedes FO 108Z  | 3  | Jenson Button      | 1 →          | Gary Paffett Oliver Turvey                                             |
| Vodafone McLaren Mercedes    | McLaren-Mercedes     | MP4-27 | Mercedes FO 108Z  | 4  | Lewis Hamilton     | 1 →          | Gary Paffett Oliver Turvey                                             |
| Scuderia Ferrari             | Ferrari              | F2012  | Ferrari 056       | 5  | Fernando Alonso    | 1 →          | Marc Gené Giancarlo Fisichella Jules Bianchi Davide Rigon Sergio Pérez |
| Scuderia Ferrari             | Ferrari              | F2012  | Ferrari 056       | 6  | Felipe Massa       | 1 →          | Marc Gené Giancarlo Fisichella Jules Bianchi Davide Rigon Sergio Pérez |
| Mercedes GP Petronas F1 Team | Mercedes             | F1 W03 | Mercedes FO 108Z  | 7  | Michael Schumacher | 1 →          | Sam Bird Anthony Davidson Brendon Hartley                              |
| Mercedes GP Petronas F1 Team | Mercedes             | F1 W03 | Mercedes FO 108Z  | 8  | Nico Rosberg       | 1 →          | Sam Bird Anthony Davidson Brendon Hartley                              |
| Lotus F1 Team                | Lotus-Renault        | E20    | Renault RS27-2012 | 9  | Kimi Räikkönen     | 1 →          | Jérôme d'Ambrosio                                                      |
| Lotus F1 Team                | Lotus-Renault        | E20    | Renault RS27-2012 | 10 | Romain Grosjean    | 1 → 12, 14 → | Jérôme d'Ambrosio                                                      |
| Lotus F1 Team                | Lotus-Renault        | E20    | Renault RS27-2012 | 10 | Jérôme d'Ambrosio  | 13           | Jérôme d'Ambrosio                                                      |
| Sahara Force India F1 Team   | Force India-Mercedes | VJM05  | Mercedes FO 108Z  | 11 | Paul di Resta      | 1 →          | Jules Bianchi Gary Paffett Conor Daly                                  |
| Sahara Force India F1 Team   | Force India-Mercedes | VJM05  | Mercedes FO 108Z  | 12 | Nico Hülkenberg    | 1 →          | Jules Bianchi Gary Paffett Conor Daly                                  |
| Sauber F1 Team               | Sauber-Ferrari       | C31    | Ferrari 056       | 14 | Kamui Kobayashi    | 1 →          | Esteban Gutiérrez                                                      |
| Sauber F1 Team               | Sauber-Ferrari       | C31    | Ferrari 056       | 15 | Sergio Pérez       | 1 →          | Esteban Gutiérrez                                                      |
| Scuderia Toro Rosso          | Toro Rosso-Ferrari   | STR7   | Ferrari 056       | 16 | Daniel Ricciardo   | 1 →          | Sébastien Buemi Jaime Alguersuari                                      |
| Scuderia Toro Rosso          | Toro Rosso-Ferrari   | STR7   | Ferrari 056       | 17 | Jean-Éric Vergne   | 1 →          | Sébastien Buemi Jaime Alguersuari                                      |
| Williams F1 Team             | Williams-Renault     | FW34   | Renault RS27-2012 | 18 | Pastor Maldonado   | 1 →          | Valtteri Bottas Susie Wolff                                            |
| Williams F1 Team             | Williams-Renault     | FW34   | Renault RS27-2012 | 19 | Bruno Senna        | 1 →          | Valtteri Bottas Susie Wolff                                            |
| Caterham F1 Team             | Caterham-Renault     | CT-01  | Renault RS27-2012 | 20 | Heikki Kovalainen  | 1 →          | Giedo van der Garde Jarno Trulli Alexander Rossi Rodolfo Gonzalez      |
| Caterham F1 Team             | Caterham-Renault     | CT-01  | Renault RS27-2012 | 21 | Vitalij Petrov     | 1 →          | Giedo van der Garde Jarno Trulli Alexander Rossi Rodolfo Gonzalez      |
| HRT Formula 1 Team           | HRT-Cosworth         | F112   | Cosworth CA2012   | 22 | Pedro de la Rosa   | 1 →          | Dani Clos Vitantonio Liuzzi Ma Qinghua                                 |
| HRT Formula 1 Team           | HRT-Cosworth         | F112   | Cosworth CA2012   | 23 | Narain Karthikeyan | 1 →          | Dani Clos Vitantonio Liuzzi Ma Qinghua                                 |
| Marussia F1 Team             | Marussia-Cosworth    | MR01   | Cosworth CA2012   | 24 | Timo Glock         | 1 →          | Max Chilton María de Villota                                           |
| Marussia F1 Team             | Marussia-Cosworth    | MR01   | Cosworth CA2012   | 25 | Charles Pic        | 1 →          | Max Chilton María de Villota                                           |

## Slutställningar

### Förarmästerskapet
| Position        | 1:a | 2:a | 3:a | 4:a | 5:a | 6:a | 7:a | 8:a | 9:a | 10:a |
| Poängfördelning | 25p | 18p | 15p | 12p | 10p | 8p  | 6p  | 4p  | 2p  | 1p   |

| Pos. | Förare             | AUS · | MAL · | CHN · | BHR · | ESP · | MON · | CAN · | EUR · | GBR · | GER · | HUN · | BEL · | ITA · | SIN · | JPN · | KOR · | IND · | ABU · | USA · | BRA · | Poäng |
| ---- | ------------------ | ----- | ----- | ----- | ----- | ----- | ----- | ----- | ----- | ----- | ----- | ----- | ----- | ----- | ----- | ----- | ----- | ----- | ----- | ----- | ----- | ----- |
| 1    | Sebastian Vettel   | 2     | 11    | 5     | 1     | 6     | 4     | 4     | Ret   | 3     | 5     | 4     | 2     | 22    | 1     | 1     | 1     | 1     | 3     | 2     | 6     | 281   |
| 2    | Fernando Alonso    | 5     | 1     | 9     | 7     | 2     | 3     | 5     | 1     | 2     | 1     | 5     | Ret   | 3     | 3     | Ret   | 3     | 2     | 2     | 3     | 2     | 278   |
| 3    | Kimi Räikkönen     | 7     | 5     | 14    | 2     | 3     | 9     | 8     | 2     | 5     | 3     | 2     | 3     | 5     | 6     | 6     | 5     | 7     | 1     | 6     | 10    | 207   |
| 4    | Lewis Hamilton     | 3     | 3     | 3     | 8     | 8     | 5     | 1     | 19    | 8     | Ret   | 1     | Ret   | 1     | Ret   | 5     | 10    | 4     | Ret   | 1     | Ret   | 190   |
| 5    | Jenson Button      | 1     | 14    | 2     | 18    | 9     | 16    | 16    | 8     | 10    | 2     | 6     | 1     | Ret   | 2     | 4     | Ret   | 5     | 4     | 5     | 1     | 188   |
| 6    | Mark Webber        | 4     | 4     | 4     | 4     | 11    | 1     | 7     | 4     | 1     | 8     | 8     | 6     | 20    | 11    | 9     | 2     | 3     | Ret   | Ret   | 4     | 179   |
| 7    | Felipe Massa       | Ret   | 15    | 13    | 9     | 15    | 6     | 10    | 16    | 4     | 12    | 9     | 5     | 4     | 8     | 2     | 4     | 6     | 7     | 4     | 3     | 122   |
| 8    | Romain Grosjean    | Ret   | Ret   | 6     | 3     | 4     | Ret   | 2     | Ret   | 6     | 18    | 3     | Ret   |       | 7     | 19    | 7     | 9     | Ret   | 7     | Ret   | 96    |
| 9    | Nico Rosberg       | 12    | 13    | 1     | 5     | 7     | 2     | 6     | 6     | 15    | 10    | 10    | 11    | 7     | 5     | Ret   | Ret   | 11    | Ret   | 13    | 15    | 93    |
| 10   | Sergio Pérez       | 8     | 2     | 11    | 11    | Ret   | 11    | 3     | 9     | Ret   | 6     | 14    | Ret   | 2     | 10    | Ret   | 11    | Ret   | 15    | 11    | Ret   | 66    |
| 11   | Nico Hülkenberg    | Ret   | 9     | 15    | 12    | 10    | 8     | 12    | 5     | 12    | 9     | 11    | 4     | 21    | 14    | 7     | 6     | 8     | Ret   | 8     | 5     | 63    |
| 12   | Kamui Kobayashi    | 6     | Ret   | 10    | 13    | 5     | Ret   | 9     | Ret   | 11    | 4     | 18    | 13    | 9     | 13    | 3     | Ret   | 14    | 6     | 14    | 9     | 60    |
| 13   | Michael Schumacher | Ret   | 10    | Ret   | 10    | Ret   | Ret   | Ret   | 3     | 7     | 7     | Ret   | 7     | 6     | Ret   | 11    | 13    | 22    | 11    | 16    | 7     | 49    |
| 14   | Paul di Resta      | 10    | 7     | 12    | 6     | 14    | 7     | 11    | 7     | Ret   | 11    | 12    | 10    | 8     | 4     | 12    | 12    | 12    | 9     | 15    | 19    | 46    |
| 15   | Pastor Maldonado   | 13    | 19    | 8     | Ret   | 1     | Ret   | 13    | 12    | 16    | 15    | 13    | Ret   | 11    | Ret   | 8     | 14    | 16    | 5     | 9     | Ret   | 45    |
| 16   | Bruno Senna        | 16    | 6     | 7     | 22    | Ret   | 10    | 17    | 10    | 9     | 17    | 7     | 12    | 10    | 18    | 14    | 15    | 10    | 8     | 10    | Ret   | 31    |
| 17   | Jean-Éric Vergne   | 11    | 8     | 16    | 14    | 12    | 12    | 15    | Ret   | 14    | 14    | 16    | 8     | Ret   | Ret   | 13    | 8     | 15    | 12    | Ret   | 8     | 16    |
| 18   | Daniel Ricciardo   | 9     | 12    | 17    | 15    | 13    | Ret   | 14    | 11    | 13    | 13    | 15    | 9     | 12    | 9     | 10    | 9     | 13    | 10    | 12    | 13    | 10    |
| 19   | Vitalij Petrov     | Ret   | 16    | 18    | 16    | 17    | Ret   | 19    | 13    | DNS   | 16    | 19    | 14    | 15    | 19    | 17    | 16    | 17    | 16    | 17    | 11    | 0     |
| 20   | Timo Glock         | 14    | 17    | 19    | 19    | 18    | 14    | Ret   | DNS   | 18    | 22    | 21    | 15    | 17    | 12    | 16    | 18    | 20    | 14    | 19    | 16    | 0     |
| 21   | Charles Pic        | 15    | 20    | 20    | Ret   | Ret   | Ret   | 20    | 15    | 19    | 20    | 20    | 16    | 16    | 16    | Ret   | 19    | 19    | Ret   | 20    | 12    | 0     |
| 22   | Heikki Kovalainen  | Ret   | 18    | 23    | 17    | 16    | 13    | 18    | 14    | 17    | 19    | 17    | 17    | 14    | 15    | 15    | 17    | 18    | 13    | 18    | 14    | 0     |
| 23   | Jérôme d'Ambrosio  |       |       |       |       |       |       |       |       |       |       |       |       | 13    |       |       |       |       |       |       |       | 0     |
| 24   | Narain Karthikeyan | DNQ   | 22    | 22    | 21    | Ret   | 15    | Ret   | 18    | 21    | 23    | Ret   | Ret   | 19    | Ret   | Ret   | 20    | 21    | Ret   | 22    | 18    | 0     |
| 25   | Pedro de la Rosa   | DNQ   | 21    | 21    | 20    | 19    | Ret   | Ret   | 17    | 20    | 21    | 22    | 18    | 18    | 17    | 18    | Ret   | Ret   | 17    | 21    | 17    | 0     |
| Pos. | Förare             | AUS · | MAL · | CHN · | BHR · | ESP · | MON · | CAN · | EUR · | GBR · | GER · | HUN · | BEL · | ITA · | SIN · | JPN · | KOR · | IND · | ABU · | USA · | BRA · | Poäng |

| Färg   | Tecken                 | Betydelse              |
| ------ | ---------------------- | ---------------------- |
| Guld   | 1                      | Segrare                |
| Silver | 2                      | Tvåa                   |
| Brons  | 3                      | Trea                   |
| Grön   | Placering (med poäng)  | Placering (med poäng)  |
| Blå    | Placering (utan poäng) | Placering (utan poäng) |
| Blå    | NC                     | Ej klassificerad       |
| Lila   | DNF                    | Avslutade ej           |
| Lila   | RET                    | Avbröt tävlingen       |
| Röd    | DNQ                    | Ej kvalificerad        |
| Röd    | DNPQ                   | Ej för-kvalificerad    |
| Röd    | DNA                    | Icke närvarande        |
| Svart  | DSQ                    | Diskvalificerad        |
| Vit    | DNS                    | Startade ej            |
| Vit    | WD                     | Drog sig ur            |
| Vit    | C                      | Racet inställt         |
| Blank  | DE                     | Deltog ej              |
| Blank  | EX                     | Utesluten              |

Noteringar:
- † – Föraren gick ej i mål, men blev klassificerad för att ha kört över 90% av racedistansen.

### Konstruktörsmästerskapet
| Pos. | Konstruktör          | Nr | AUS · | MAL · | CHN · | BHR · | ESP · | MON · | CAN · | EUR · | GBR · | GER · | HUN · | BEL · | ITA · | SIN · | JPN · | KOR · | IND · | ABU · | USA · | BRA · | Poäng |
| ---- | -------------------- | -- | ----- | ----- | ----- | ----- | ----- | ----- | ----- | ----- | ----- | ----- | ----- | ----- | ----- | ----- | ----- | ----- | ----- | ----- | ----- | ----- | ----- |
| 1    | Red Bull-Renault     | 1  | 2     | 11    | 5     | 1     | 6     | 4     | 4     | Ret   | 3     | 5     | 4     | 2     | 22    | 1     | 1     | 1     | 1     | 3     | 2     | 6     | 460   |
| 1    | Red Bull-Renault     | 2  | 4     | 4     | 4     | 4     | 11    | 1     | 7     | 4     | 1     | 8     | 8     | 6     | 20    | 11    | 9     | 2     | 3     | Ret   | Ret   | 4     | 460   |
| 2    | Ferrari              | 5  | 5     | 1     | 9     | 7     | 2     | 3     | 5     | 1     | 2     | 1     | 5     | Ret   | 3     | 3     | Ret   | 3     | 2     | 2     | 3     | 2     | 400   |
| 2    | Ferrari              | 6  | Ret   | 15    | 13    | 9     | 15    | 6     | 10    | 16    | 4     | 12    | 9     | 5     | 4     | 8     | 2     | 4     | 6     | 7     | 4     | 3     | 400   |
| 3    | McLaren-Mercedes     | 3  | 1     | 14    | 2     | 18    | 9     | 16    | 16    | 8     | 10    | 2     | 6     | 1     | Ret   | 2     | 4     | Ret   | 5     | 4     | 5     | 1     | 378   |
| 3    | McLaren-Mercedes     | 4  | 3     | 3     | 3     | 8     | 8     | 5     | 1     | 19    | 8     | Ret   | 1     | Ret   | 1     | Ret   | 5     | 10    | 4     | Ret   | 1     | Ret   | 378   |
| 4    | Lotus-Renault        | 9  | 7     | 5     | 14    | 2     | 3     | 9     | 8     | 2     | 5     | 3     | 2     | 3     | 5     | 6     | 6     | 5     | 7     | 1     | 6     | 10    | 303   |
| 4    | Lotus-Renault        | 10 | Ret   | Ret   | 6     | 3     | 4     | Ret   | 2     | Ret   | 6     | 18    | 3     | Ret   | 13    | 7     | 19    | 7     | 9     | Ret   | 7     | Ret   | 303   |
| 5    | Mercedes             | 7  | Ret   | 10    | Ret   | 10    | Ret   | Ret   | Ret   | 3     | 7     | 7     | Ret   | 7     | 6     | Ret   | 11    | 13    | 22    | 11    | 16    | 7     | 142   |
| 5    | Mercedes             | 8  | 12    | 13    | 1     | 5     | 7     | 2     | 6     | 6     | 15    | 10    | 10    | 11    | 7     | 5     | Ret   | Ret   | 11    | Ret   | 13    | 15    | 142   |
| 6    | Sauber-Ferrari       | 14 | 6     | Ret   | 10    | 13    | 5     | Ret   | 9     | Ret   | 11    | 4     | 18    | 13    | 9     | 13    | 3     | Ret   | 14    | 6     | 14    | 9     | 126   |
| 6    | Sauber-Ferrari       | 15 | 8     | 2     | 11    | 11    | Ret   | 11    | 3     | 9     | Ret   | 6     | 14    | Ret   | 2     | 10    | Ret   | 11    | Ret   | 15    | 11    | Ret   | 126   |
| 7    | Force India-Mercedes | 11 | 10    | 7     | 12    | 6     | 14    | 7     | 11    | 7     | Ret   | 11    | 12    | 10    | 8     | 4     | 12    | 12    | 12    | 9     | 15    | 19    | 109   |
| 7    | Force India-Mercedes | 12 | Ret   | 9     | 15    | 12    | 10    | 8     | 12    | 5     | 12    | 9     | 11    | 4     | 21    | 14    | 7     | 6     | 8     | Ret   | 8     | 5     | 109   |
| 8    | Williams-Renault     | 18 | 13    | 19    | 8     | Ret   | 1     | Ret   | 13    | 12    | 16    | 15    | 13    | Ret   | 11    | Ret   | 8     | 14    | 16    | 5     | 9     | Ret   | 76    |
| 8    | Williams-Renault     | 19 | 16    | 6     | 7     | 22    | Ret   | 10    | 17    | 10    | 9     | 17    | 7     | 12    | 10    | 18    | 14    | 15    | 10    | 8     | 10    | Ret   | 76    |
| 9    | Toro Rosso-Ferrari   | 16 | 9     | 12    | 17    | 15    | 13    | Ret   | 14    | 11    | 13    | 13    | 15    | 9     | 12    | 9     | 10    | 9     | 13    | 10    | 12    | 13    | 26    |
| 9    | Toro Rosso-Ferrari   | 17 | 11    | 8     | 16    | 14    | 12    | 12    | 15    | Ret   | 14    | 14    | 16    | 8     | Ret   | Ret   | 13    | 8     | 15    | 12    | Ret   | 8     | 26    |
| 10   | Caterham-Renault     | 20 | Ret   | 18    | 23    | 17    | 16    | 13    | 18    | 14    | 17    | 19    | 17    | 17    | 14    | 15    | 15    | 17    | 18    | 13    | 18    | 14    | 0     |
| 10   | Caterham-Renault     | 21 | Ret   | 16    | 18    | 16    | 17    | Ret   | 19    | 13    | DNS   | 16    | 19    | 14    | 15    | 19    | 17    | 16    | 17    | 16    | 17    | 11    | 0     |
| 11   | Marussia-Cosworth    | 24 | 14    | 17    | 19    | 19    | 18    | 14    | Ret   | DNS   | 18    | 22    | 21    | 15    | 17    | 12    | 16    | 18    | 20    | 14    | 19    | 16    | 0     |
| 11   | Marussia-Cosworth    | 25 | 15    | 20    | 20    | Ret   | Ret   | Ret   | 20    | 15    | 19    | 20    | 20    | 16    | 16    | 16    | Ret   | 19    | 19    | Ret   | 20    | 12    | 0     |
| 12   | HRT-Cosworth         | 22 | DNQ   | 21    | 21    | 20    | 19    | Ret   | Ret   | 17    | 20    | 21    | 22    | 18    | 18    | 17    | 18    | Ret   | Ret   | 17    | 21    | 17    | 0     |
| 12   | HRT-Cosworth         | 23 | DNQ   | 22    | 22    | 21    | Ret   | 15    | Ret   | 18    | 21    | 23    | Ret   | Ret   | 19    | Ret   | Ret   | 20    | 21    | Ret   | 22    | 18    | 0     |
| Pos. | Konstruktör          | Nr | AUS · | MAL · | CHN · | BHR · | ESP · | MON · | CAN · | EUR · | GBR · | GER · | HUN · | BEL · | ITA · | SIN · | JPN · | KOR · | IND · | ABU · | USA · | BRA · | Poäng |

| Färg   | Tecken                 | Betydelse              |
| ------ | ---------------------- | ---------------------- |
| Guld   | 1                      | Segrare                |
| Silver | 2                      | Tvåa                   |
| Brons  | 3                      | Trea                   |
| Grön   | Placering (med poäng)  | Placering (med poäng)  |
| Blå    | Placering (utan poäng) | Placering (utan poäng) |
| Blå    | NC                     | Ej klassificerad       |
| Lila   | DNF                    | Avslutade ej           |
| Lila   | RET                    | Avbröt tävlingen       |
| Röd    | DNQ                    | Ej kvalificerad        |
| Röd    | DNPQ                   | Ej för-kvalificerad    |
| Röd    | DNA                    | Icke närvarande        |
| Svart  | DSQ                    | Diskvalificerad        |
| Vit    | DNS                    | Startade ej            |
| Vit    | WD                     | Drog sig ur            |
| Vit    | C                      | Racet inställt         |
| Blank  | DE                     | Deltog ej              |
| Blank  | EX                     | Utesluten              |

Noteringar:
- † – Föraren gick ej i mål, men blev klassificerad för att ha kört över 90% av racedistansen.